# 팡리쥔
팡리쥔(중국어: 方力钧, 1963년 ~ )은 베이징에 기반을 둔 예술가이다. 그는 사회적 지위가 높은 부유한 가정에서 태어났다. 1990년대에 중국에서 팡리쥔이 회원이 된 냉소적 현실주의 (Cynical Realism) 로 불리는 문화 운동이 있었다 . 이 중요한 시기의 중국에 살면서 팡리쥔은 예술, 인간의 가치, 도덕에 대한 견해 측면에서 세계관을 형성했다.

## 전기
팡리쥔은 어린이 문화 학교에 다녔다. 학교에 다니는 동안 리셴팅을 만나 수채화, 유성 페인트 및 잉크를 소개받았다. 1992년 초에 팡리쥔은 베이징 북서부의 원명원 마을로 이사했다.

## 스타일
팡리쥔은 "대머리"라는 주제로 많은 작품을 제작했다. 그의 예술은 가족과 친구들의 영향을 받아 그의 예술은 전통과 현대라는 두 가지 설정으로 자유와 청렴, 그리고 변화를 만들려는 의지를 표현한다. 그는 인터뷰에서 대머리 인물을 통해 화가들의 삶에 대한 메시지를 전하고 싶다고 설명했다. 대머리의 전통 중국인 남성은 멍청하거나 어리석다고 여겨진다. 이러한 수치를 통해 그는 도덕성에 대한 메시지와 사람들이 내면의 도덕성보다는 신체적 외모를 바탕으로 무엇이 정상인지 정의하는 방법에 대한 메시지를 보내고 있다. 팡리쥔은 각 개인의 이야기를 소중히 여긴다. 그는 사회에 화가를 괴팍한 외톨이로 보기보다는 변화를 일으키는 사람들로 봐달라고 요구하고 있다.
그의 그림에서 그는 물과 꽃의 요소도 많이 사용한다. 팡리쥔의 그림에서 물은 큰 역할을 한다. 그는 인터뷰에서 물이 자신의 감정과 진실에 대한 목소리에 대한 메시지와 중국 사회의 상황을 전달하는 데 도움을 주고 있다고 설명했다. 그의 유명한 물로 한 작업은 물에 빠진 사람이다. 이 그림이 그려진 이유 중 하나는 그가 거의 익사할 뻔했던 어린 시절의 경험과 관련이 있다. 이 그림과 관련하여 가장 중요한 부분은 중국 사회에 대한 자신의 감정을 표현하고 있다는 것이다. 남자가 물에 빠져있을 때 그것은 팡리쥔과 같은 화가를 상징한다. 그는 자신의 목소리가 없은 것 같고 이 사회 구조에 무력하며 스스로 결정을 내리거나 진실을 말할 수도 없다는 것을 느낀다. 또한 그의 희망은 자유롭게 물속으로 둘어가 은유적으로 움직이는 것이다. 그는 자신을 위해, 다른 예술가들을 위해 그리고 모두에게 영감을 줄 수 있기를 바라고 있다.
그는 전통과 현대적 관행의 중간선에 서 있는 예술가 중 한 사람이다. 그는 여전히 부정적인 이미지로 나무를 조각하는 과정을 따르고 잉크로 코팅한 다음 이미지를 종이에 찍는다. 예술 프로젝트는 다른 색상 침지가 필요하기 때문에 그는 서로 다른 판과 서로 연결된 두루마리 위에 정해진 인쇄 순서를 사용한다. 각 두루마리는 역경에 직면할 대 “개인적인 진실성”을 초래하는 무리에 대항하는 한 개인을 나타낸다.

## 전시회
- 1996 : 불확실한 시대의 인간 이미지, 도쿄 일본 재단 아시아 센터 [깨진 링크(과거 내용 찾기)] .
- 1999 : d' APERTutto, 48 번째 베니스 비엔날레, 베니스 [깨진 링크(과거 내용 찾기)]
- 2001 : 베를린 아시아 미술 [깨진 링크(과거 내용 찾기)] .
- 2002 : 베이징과 달리 사이, 목판화와 그림 1989-2002, Ludwig Forum Fur InternationaleKunst Aachen [깨진 링크(과거 내용 찾기)] .
- 2004 : Leben Ist Jetzt, Alexander Ochs Galleries Berlin, 베이징, 베를린, 독일 [깨진 링크(과거 내용 찾기)] .
- 2005 : 중국 베이징 국립 미술관 / 미술관 (National Galerie / China Art Museum) [깨진 링크(과거 내용 찾기)] .
- 2006 : Kupferstichkabinett Staatliche Museen zu 베를린, 독일 [깨진 링크(과거 내용 찾기)] .
- 2016 : 중국 속삭임, 베른 미술관, 베른, 스위스